# WebGL
WebGL (Web-based Graphics Library) е библиотека от графики, използваща JavaScript за изобразяването им в 2D и 3D вид във всеки съвместим уеб браузър, без използването на добавки. WebGL работи като HTML5 елемент, позволява използването на многонишковост и обработва изображения и ефекти като част от прозореца на уебсайта.

## Работна група
Работната група, която разработва WebGL, включва: Khronos Group, разработчици на браузърите Apple Safari, Google Chrome, Mozilla Firefox и Opera, както и специалисти от AMD и Nvidia.